# 語苑

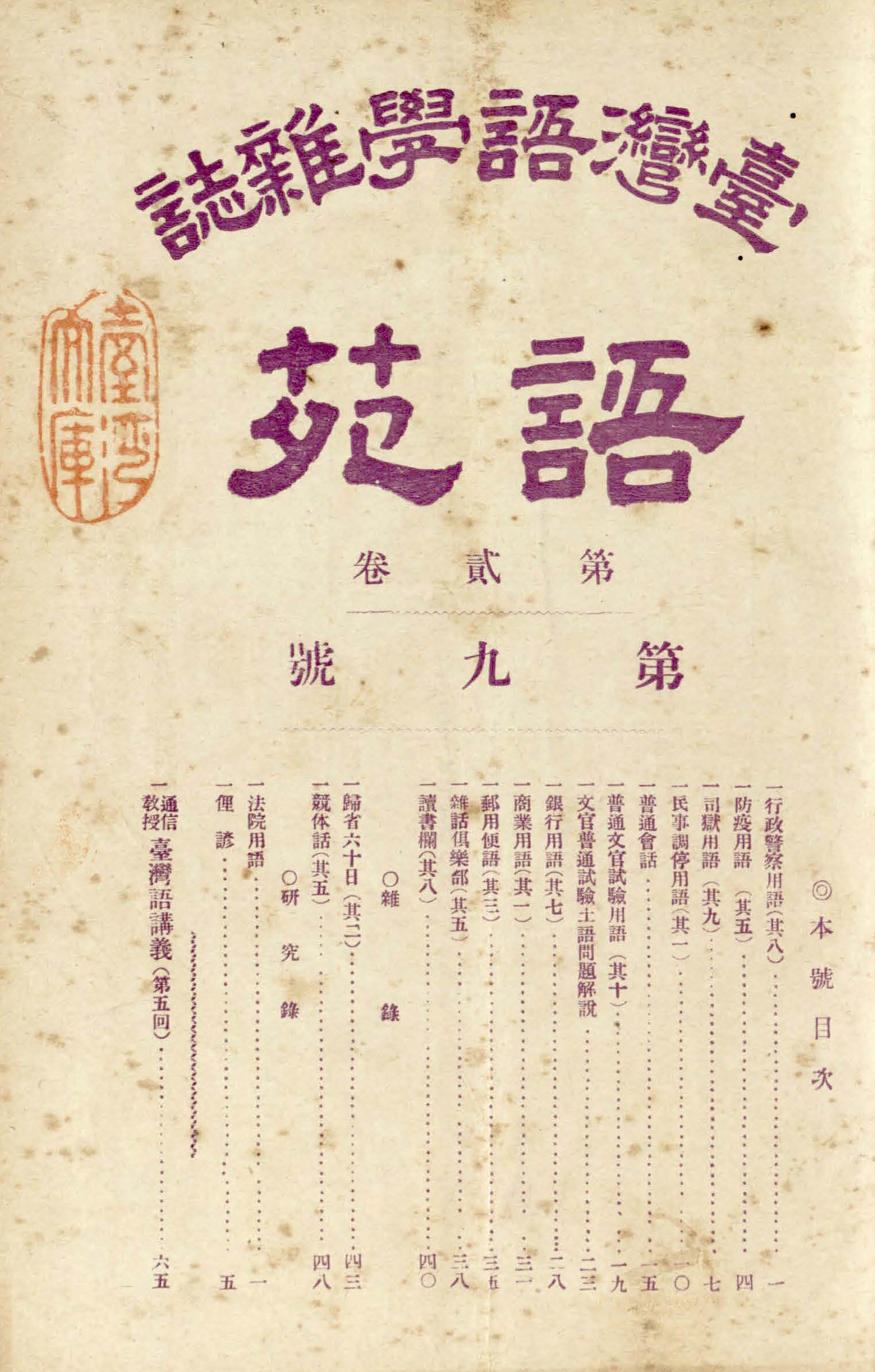
1909年9月號

《語苑》是日治時期台灣的一份雜誌，1908年4月創刊。雜誌的發行兼編輯者是當時總督府高等法院所設立的台灣語通信研究會，參與者主要是當時的法院通譯，如小野真盛等；主要的讀者則包括當時需要學習台灣語的警務人員考生等。
《語苑》的內容包括以台語與日語或是漢文對照的各行業相關對話與短文、對台語的研究與討論，或是西洋與傳統民間故事的台語版本，以及對於當時語文問題的探討等等。其中台語主要是透過漢字配合台灣語假名來書寫，此外也有一部分文章是日文或是漢文。
1941年，受國語普及政策等影響，語苑停刊。1941年11月之後，研究會再以「警察語學講習資料」為名發行刊物。。

## 相關研究
- 賴欣宜.  (碩士论文). 國立台灣師範大學台灣文化及語言文學研究所. 2011.